# Scorpion (armă)

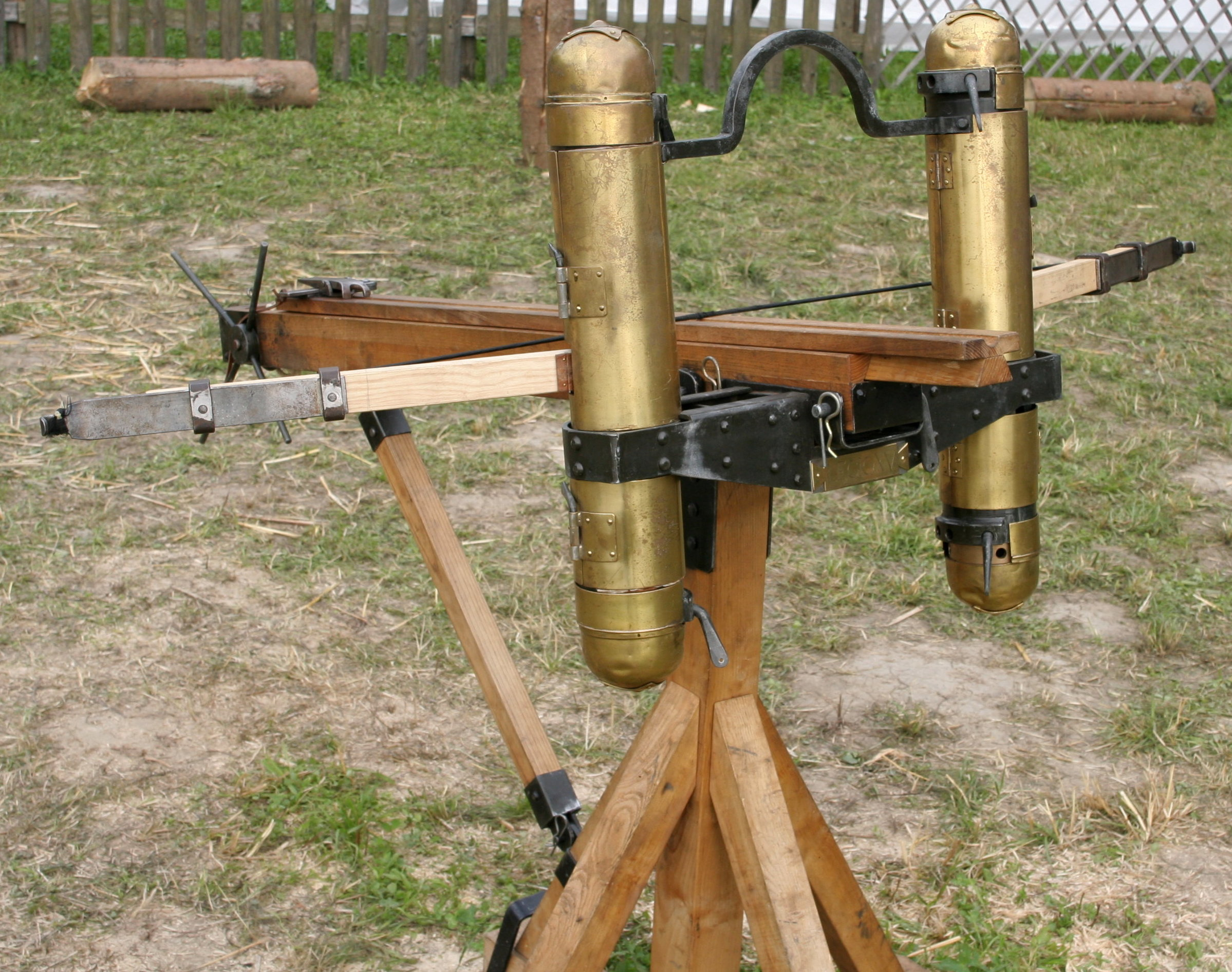
Reconstrucție

Scorpionul este o mașină de război romană folosită pentru aruncarea proiectilelor utilizând forța elastică, fiind de fapt o balistă de mici dimensiuni.
Dacii au folosit astfel de mașini în războaiele cu romanii, mărturie stând basoreliefurile de pe Columna lui Traian.

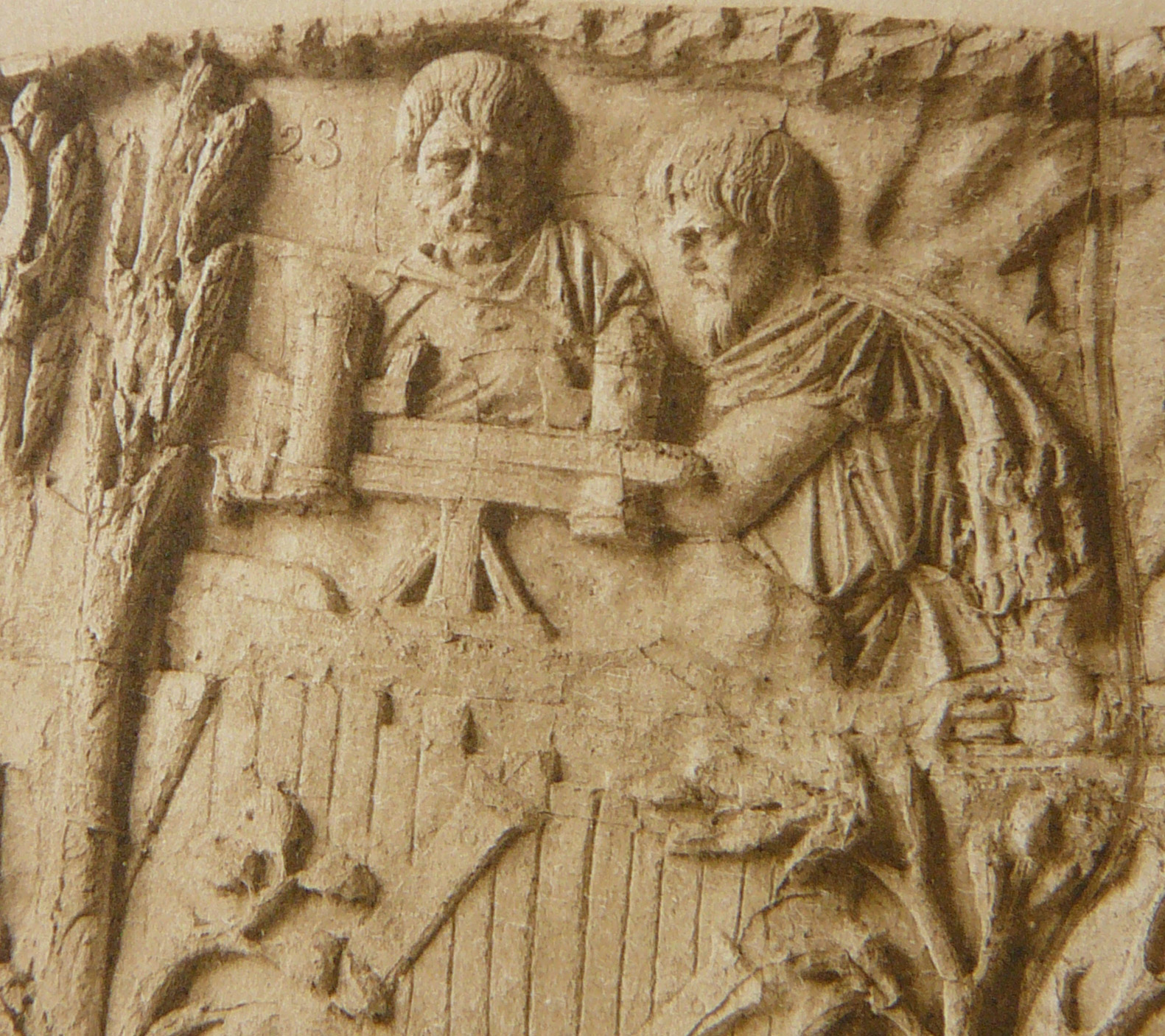
Scenă de pe Columna lui Traian - Luptători daci folosind „scorpioni”